# Gonomyodes yohoensis
Gonomyodes yohoensis là một loài ruồi trong họ Limoniidae. Chúng phân bố ở miền Tân bắc.